# القائمة الأوروبية للمواد الكيميائية المبلغ عنها
القائمة الأوروبية للمواد الكيميائية المبلغ عنها (بالإنجليزية: European List of Notified Chemical Substances)‏ ومختصرها (ELINCS) هي قائمة تعطي رقم ELINCS.
هذه القائمة عبارة عن نظام معتمد في الاتحاد الأوروبي لتعريف المواد الكيميائية المتوفرة تجاريا.
اعتمدت دول الاتحاد الأوروبي وليختنشتاين وآيسلندا والنرويج قواعد تسجيل وتقييم وترخيص وتقييد المواد الكيميائية منذ 1 يونيو 2007.

## رقم القائمة الأوروبية للمواد الكيميائية المبلغ عنها
رقم القائمة الأوروبية للمواد الكيميائية المبلغ عنها أو رقم ELINCS هو أحد ارقام المفوضية الأوروبية يكتب بالصيغة (4xx-xxx-x) وتوجد في القائمة 4381 مادة.

## رابط خارجي
- EC Inventory (جرودات المفوضية الأوروبية - باللغة الإنكليزية)